# Synalèphe
Le terme de synalèphe (du grec συναλοιφή / sunaloiphế, « fusion, union ») décrit le fait que deux voyelles en hiatus sont prononcées en une seule syllabe. C'est donc un métaplasme.
Ce terme technique, qu'on rencontre encore dans la métrique (gréco-romaine, espagnole, italienne), reste très flou : en effet, il ne dit pas si les deux voyelles forment alors une diphtongue par coalescence (quand c'est possible), si l'une d'elles s'est amuïe (élision, par exemple), si l'on obtient une crase, une contraction, une synérèse, etc.
La connaissance de ce phénomène est nécessaire à la bonne lecture des vers italiens et espagnols. Par exemple, la Divine Comédie de Dante Alighieri est écrite en hendécasyllabes. Un vers comme « Esta selva selvaggia e aspra e forte » (vers 4 de l'« Enfer » : « Cette forêt sauvage, âpre et dense ») compterait 13 syllabes si l'on ne respectait la synalèphe, qui, en italien, fait qu'une voyelle atone en hiatus n'est pas comptée. Le vers se compte donc ainsi : « Esta selva selvaggi[a] e aspr[a] e forte ».
Cependant, le fait que ces voyelles (ici mises entre crochets) ne sont pas comptées ne signifie pas qu'elles sont élidées. Elles sont lues de manière non syllabique, un peu comme les -e caducs dans une diction soutenue du français (du reste, on aurait le même schéma de vers avec : Cette sylve sauvage et âpre et forte, traduction littérale - décasyllabe à finale « féminine » = endecasillabo italien). En effet, l'élision, qui existe en italien, est indiquée par l'apostrophe, comme dans les vers « Ma per trattar del ben ch'i' vi trovai / Dirò de l'altre cose ch'i' v'ho scorte » (vers 8 et 9 de l'« Enfer » : « Mais pour traiter du bien que j'y trouvai / Je parlerai des autres choses que j'y ai vues ») où « ch'i' » et « v'ho » représentent « ch[e] i[o] » et « vi ho ».
En conclusion, la sinalefe romane n'existe pas en français, à l'exception du cas particulier des finales en -e caducs, mais elle est, en somme, une synérèse qui affecte deux mots contigus.

## Exemples

### En poésie latine
Un cas important de synalèphe en latin se trouve en l'élision du -m final de l'accusatif singulier (phénomène remontant au latin archaïque). Prenons par exemple le troisième vers de L'Enéide de Virgile :
litora ; multum ille et terris iactatus et alto
Avec la synalèphe :
litora ; multu(m) ille et terris iactatus et alto
Et enfin, avec la métrique de cet hexamètre dactylique :
litora ; /multu(m)// ille et /terris ia/ctatus et/ alto

### En poésie espagnole
On retrouve ce phénomène également en espagnol. Prenons un exemple d'hendécasyllabe du poète de Garcilaso de la Vega :
Los cabellos que al oro oscurecían.

(les cheveux qui avaient terni l'or.) 
Avec en gras les voyelles subissant la synalèphe : les mots que et al ne forment qu'une seule syllabe, pareillement pour -ro et os- (le vers a donc bien onze syllabes). On peut lire le vers comme suit (avec les points pour les limites des syllabes) :
Los·ca·be·llos·queal·o·roos·cu·re·cí·an.